# Pavol Farkaš
Pavol Farkas (n. 27 martie 1985) este un fotbalist slovac care se află sub contract cu echipa azeră FK Qäbälä. Evoluează pe postul de fundaș central. A marcat primele sale goluri pentru FC Vaslui în derbiul local cu Poli Iași din 6 martie 2009.